# Pernes-les-Fontaines
Pernes-les-Fontaines település Franciaországban, Vaucluse megyében. Lakosainak száma 10 433 fő (2022. január 1.). Pernes-les-Fontaines Althen-des-Paluds, Carpentras, Entraigues-sur-la-Sorgue, L’Isle-sur-la-Sorgue, Mazan, Monteux, La Roque-sur-Pernes, Saint-Didier, Saint-Saturnin-lès-Avignon és Velleron községekkel határos.

## Népesség
A település népességének változása:
| Lakosok száma | 10 121 | 9556 | 9566 | 9620 | 9975 | 10 170 | 10 294 | 10 636 | 10 433 |
|               | 2013   | 2015 | 2016 | 2017 | 2018 | 2019   | 2020   | 2021   | 2022   |